# Уллаторн, Роберт
Роберт Уллаторн (англ. Robert Ullathorne; 11 октября 1971, Уокфилд) — английский футболист, защитник. Выступал за различные английские футбольные клубы, а также за испанский клуб «Осасуна».

## Карьера
Уллаторн — игрок футбольной академии клуба «Норвич Сити». После попадания в основную команду «Норвича», Уллаторн играл там 6 лет. За «Норвич» Уллаторн провёл 115 матчей и забил 8 мячей. В 1996 к Уллаторну проявлял интерес «Кристал Пэлас», но футболист перешёл в «Осасуну». Не удержавшись в основе клуба, Уллаторн перешёл в «Лестер Сити». В 1999 году вместе с «Лестером» Уллаторн играл в финале Кубка Футбольной лиги против «Тоттенхэма». Тот матч «Лестер» проиграл 0:1. Затем Уллаторн играл в «Шеффилд Юнайтед», «Нортгемптон Таун», «Ноттс Каунти», но не набрал былой формы.